# Виткевич, Витольд Игнатьевич
Витольд Игнатьевич Виткевич (1888—1970) — русский и советский учёный-метеоролог, профессор, доктор физико-математических наук, отец В. В. Виткевича.

## Биография
Окончил физико-математический факультет Московского университета (1910), там же — доцент кафедры геофизики (1919—1930), член правления НИИ геофизики (1922—1926), затем работал в ГНИГИ.
19 января 1932 года в Москве председатель Гидрометеорологического комитета РСФСР Н. Н. Сперанский созвал первое заседание по изучению стратосферы. На этом заседании был заслушан доклад метеоролога Витольд Игнатьевича о задачах изучения стратосферы и образована Комиссия по изучению стратосферы под его председательством. Результатом работы комиссии стал запуск стратостата «СССР-1».
Осенью 1933 года начато возрождение и дальнейшее развитие метеорологической работы в СССР. В составе агрономического факультета ТСХА (ныне РГАУ-МСХА имени К. А. Тимирязева) была открыта кафедра метеорологии. На должность профессора и заведующего кафедрой был избран по конкурсу доктор физико-математических наук Витольд Игнатьевич Виткевич.
Профессор В. И. Виткевич возглавлял кафедру на протяжении 37 лет. Его учебник и практикум по сельскохозяйственной метеорологии были первыми в нашей стране учебными пособиями, по которым обучались многие поколения студентов сельскохозяйственных вузов. Известны работы В. И. Виткевича по физике атмосферы, а также им предложен ряд оригинальных приборов для метеорологических измерений.
Профессору В. И. Виткевичу принадлежит заслуга в восстановлении и сохранении Метеорологической обсерватории имени В. А. Михельсона, директором которой он был до 1970 года. В. И. Виткевич сконструировал ряд приборов, испытанных на площадке обсерватории. Большинство этих приборов было предназначено для наблюдения на сельскохозяйственном поле.
Похоронен на Головинском кладбище.